# Боргање (Лече)
Боргање (итал. Borgagne) је насеље у Италији у округу Лече, региону Апулија.
Према процени из 2011. у насељу је живело 2073 становника. Насеље се налази на надморској висини од 28 м.